# Rüdiger Hutzmann
Rüdiger Hutzmann est un ecclésiastique du Saint-Empire romain germanique, prince-évêque de Spire de 1075 jusqu'à sa mort le 22 février 1090.

## Biographie
Connu sous le nom de Rüdiger Hutzmann, Rüdiger Huzmann et Rüdiger Huozmann,, il est issu d'une famille proche de la dynastie princière des Saliens ; il est chanoine de la cathédrale de Spire vers 1065, et en dirige l'école.
Lors de la querelle des Investitures, il soutient l'empereur Henri IV qui le nomme évêque de Spire en avril ou mai 1075 ; lors du synode de Worms en janvier 1076, il seconde l'empereur dans ses efforts pour déposer le pape Grégoire VII ; avec l'évêque Burchard de Bâle, il se rend en Italie, où en février 1076, ils rencontrent une assemblée d'évêques italiens à Plaisance, qui signent également des déclarations de désobéissance à l'égard du pape. À la réception de la lettre de l'empereur le déposant, le pape Grégoire VII excommunie l'empereur et l'archevêque de Mayence Siegfried Ier et menace tous les signataires de suspension. Après de longues négociations, Henri IV doit renvoyer les évêques et les princes qui lui avaient été fidèles, y compris Hutzmann, et se rendre à Canossa pour faire lever son excommunication. Hutzmann se rend à Rome où le pape l'absout, mais est emprisonné dans un monastère pendant un certain temps ; il reste suspendu en tant qu'évêque ; il est de retour à Spire en 1077 et n'est rétabli comme évêque par le pape Grégoire que le 19 mars 1078.
Pendant les quinze années où Rüdiger Hutzmann en est évêque, Spire est florissante. L'empereur Henri IV soutient la rénovation de la cathédrale, dont la crypte abrite plusieurs tombes de la dynastie salienne, en particulier celles des parents et grands-parents de l'empereur. Henri IV cède au prince-évêque de Spire le contrôle de plusieurs établissements religieux, dont l'abbaye de Naumburg et le couvent d'Eschwege avec le privilège d'en nommer l'abbesse et lui fait don de deux comtés, Lutramsforst et Forchheim.
En 1084, Hutzmann favorise l'installation à Spire d'une communauté juive qui avait dû quitter Mayence après un incendie. L'évêque publie le 13 septembre 1084 une charte de protection, fait construire un mur autour du nouveau quartier juif afin de protéger ses habitants et accorde à la communauté le droit d'organiser ses propres affaires. La charte est confirmée en 1090 par l'empereur, qui étend certains des privilèges et ajoute une protection ferme contre le baptême forcé.